# 바투가자흐

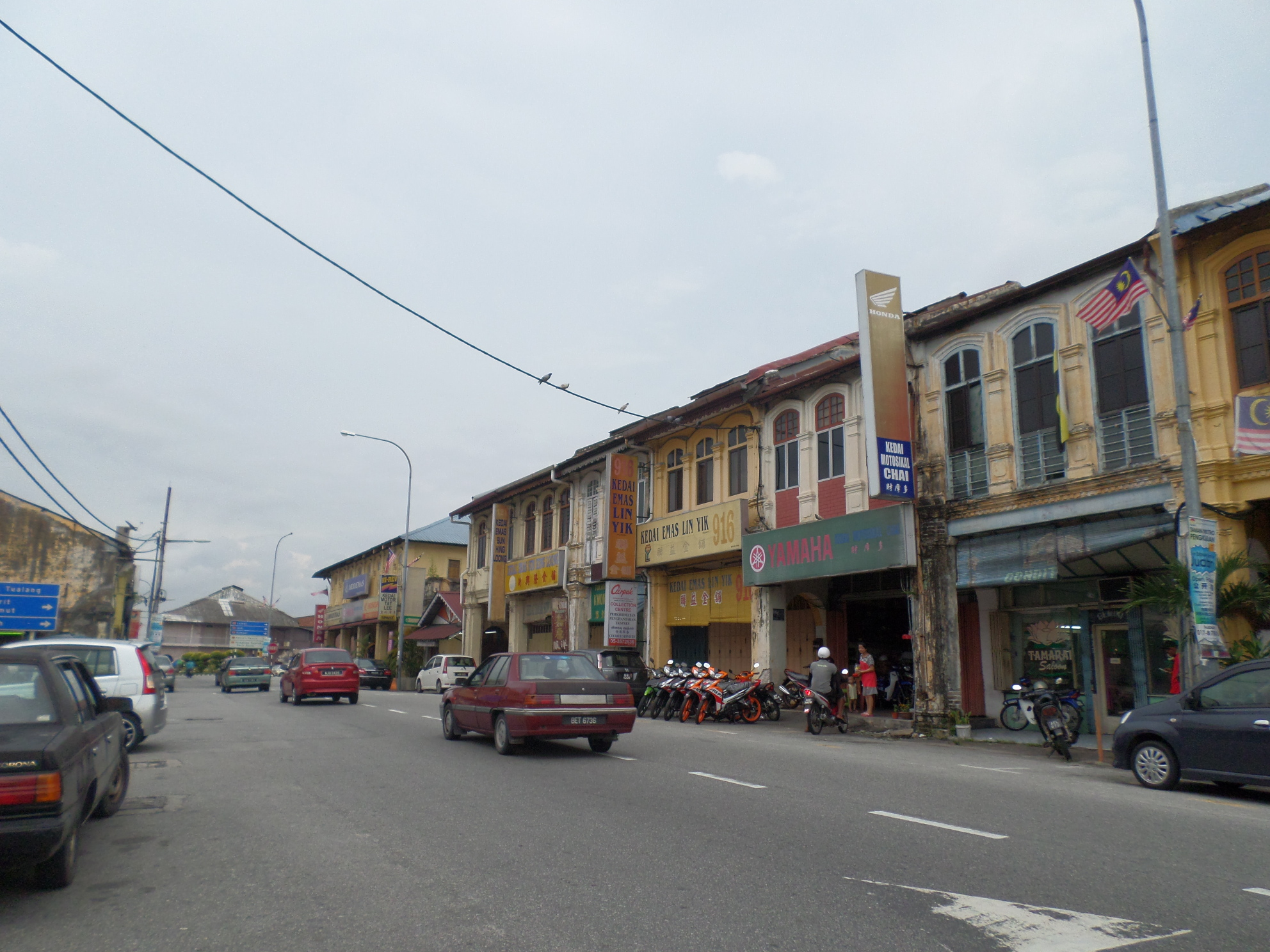
바투가자흐

바투가자흐(말레이어: Batu Gajah)는 말레이시아 페락주에 위치한 타운이다. 주도인 이포흐로부터 24km가량 떨어져 있으며 인구는 34,000명이다. 싱가포르의 초대 부총리인 토흐친차이가 태어난 곳이기도 하다.

## 교육

### 초등학교
- 바투가자흐술탄유수프초등학교
- 바투가자흐성녀베르나데트수녀회여자초등학교
- 바투가자흐토흐인드라왕사아흐마드초등학교
- 바투가자흐푸싱초등학교
- 바투가자흐탄중투알랑초등학교
- 바투가자흐스리자야초등학교
- 바투가자흐바캅초등학교
- 바투가자흐창캇초등학교
- 바투가자흐라당킨타밸리초등학교
- 바투가자흐육콴초등학교
- 바투가자흐퉁혼초등학교
- 바투가자흐븜반초등학교

### 중학교
- 바투가자흐술탄유수프중학교[1]
- 바투가자흐성녀베르나데트수녀회여자중학교[2]
- 바투가자흐토흐인드라왕사아흐마드중학교
- 바투가자흐육콴중학교
- 바투가자흐다토븐다하라칙모하마드유수프중학교
- 바투가자흐푸싱중학교
- 바투가자흐트로노흐중학교